# Karin Frick

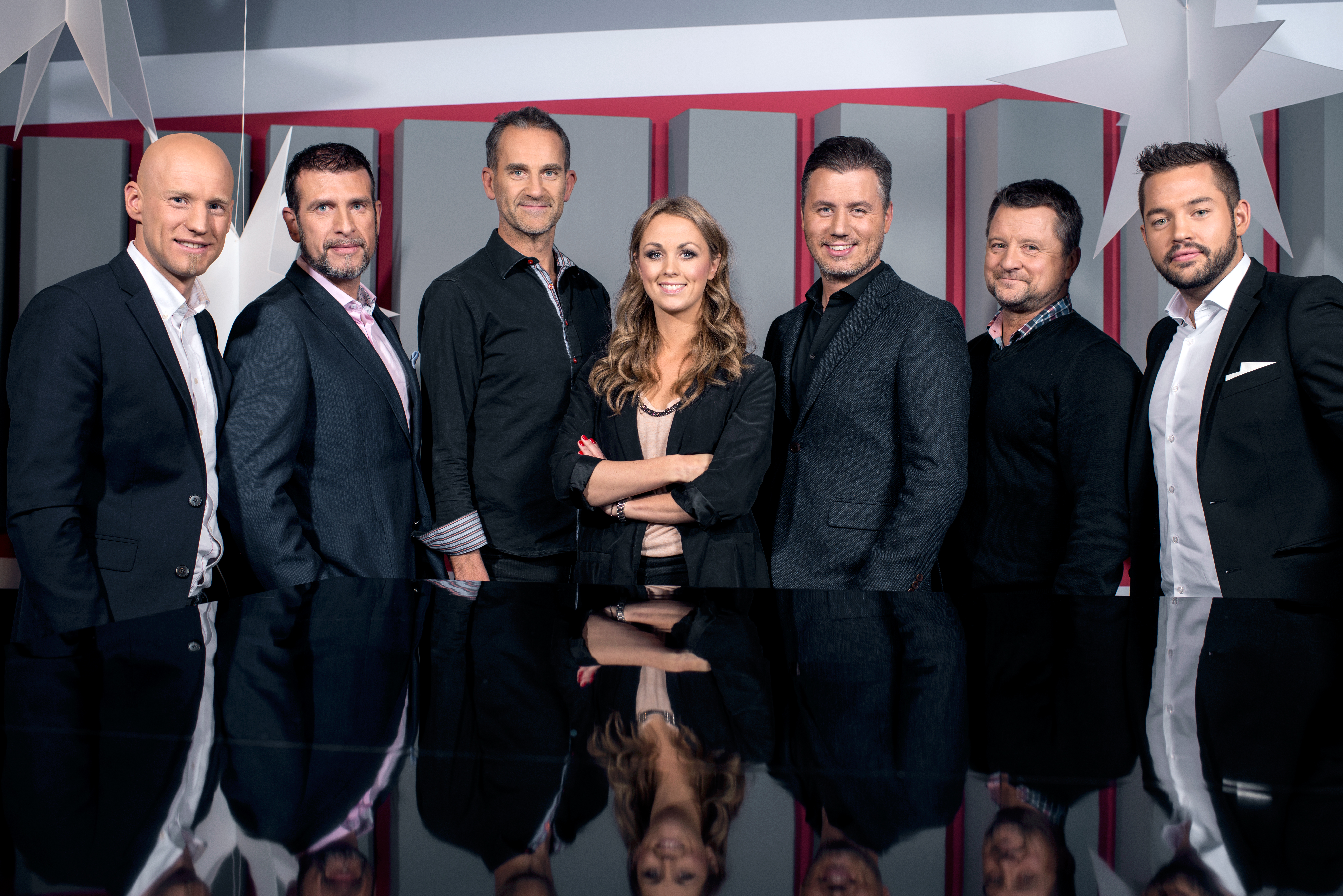
Karin Frick med sportkollegor på Vintersöndag på Eurosport. Från vänster: Carl Johan Bergman (skidskytteexpert), Roberto Vacchi (längdkommentator), Håkan Bergholtz (alpinkommentator), Karin Frick (programledare), Per Elofsson (längdexpert), Stig Strand (alpinexpert), Gusten Dahlin (programledare).

Karin Anna Maria Frick, född 24 mars 1980, är en svensk sportjournalist på Discovery Networks Sweden.

## Biografi

### Sportintresse och utbildning
Karin Frick är uppväxt i Hovslätt utanför Jönköping. Hon har varit sportintresserad sedan ungdomsåren och utövade själv flera sporter, däribland tennis. I Sverige var Frick rankad bland topp tio bästa kvinnorna på tennis i hennes åldersgrupp. Det genererade ett stipendium som hon använde för att spela tennis på ett college i USA. Efter året i Miami var hon tillbaka i Sverige och bytte då inriktning. Journalistik hade intresserat henne länge och hon sökte in på Kaggeholms folkhögskola i Journalistik & TV-produktion. 

### Yrkeskarriär
2005-07 arbetade hon som programledare/reporter på Sport-Expressen TV. Därefter var hon programledare på TV4 Sport och Nyhetsmorgon under sju år. 2014 gick hon över till SBS Discovery TV för att bli ansiktet utåt för Kanal 5:s sportsatsningar. Det inbegriper att vara programledare i olika sportsändningar för Kanal 5, Kanal 9 och Eurosport.
Därutöver har hon med kollegorna Anna Brolin, Maud Bernhagen och Suzanne Sjögren drivit podcasten "Off Air" – ett projekt som visar hur det går till bakom kulisserna på TV4.
Hon driver också ett eget bolag som moderator och konferencier. 
Karin Frick vikarierade sommaren 2023 som programledare i P4 Extra. 
I augusti 2025 blev det klart att hon tar över som programledare för SVT-produktionen Mästarnas Mästare.

### Privatliv
Karin Frick har två barn och är bosatt i Trosa.